# Орден Святого Володимира
О́рден свято́го Володи́мира (рос. Орден Святого Владимира) — у 1782—1917 роках орден Російської імперії. Мав 4 ступені. Надавався за військові та цивільні заслуги. Започаткований 1782 року на честь київського князя Володимира Святого. До 1917 року був нагородою для широкого кола військовиків у чині від підполковника й чиновників середнього рангу. Девіз — «Користь, честь і слава» (рос. Польза, честь и слава).

## Назва
- О́рден свято́го Володи́мира (рос. Орден Святого Владимира) — поширена скорочена назва.
- Імпера́торський о́рден Свято́го Рівноапо́стольного кня́зя Володи́мира (рос. Императорский орден Святого равноапостольного князя Владимира) — повна назва згідно зі статутом.

## Історія

### Старий статут
Орден був започаткований Катериною II 3 жовтня 1782 року на честь 20-річного ювілею свого царювання для нагородження, як військових чинів, так і цивільних службовців. Кількість кавалерів не обмежувалась.
Хоча статут ордена дозволяв нагородження, починаючи з нижчих чинів, поступовість (черговість) вручення нагород призвела до того, що кавалерами 1-го ступеня могли стати особи, що перебувають у цивільних чи військових чинах не нижче третього класу за Табелю про ранги (таємний радник, генерал-лейтенант чи віце-адмірал), 2-го ступеня — не нижче четвертого класу (дійсний статський радник, генерал-майор, контр-адмірал), 3-го ступеня — не нижче п'ятого класу (статський радник, бригадир, капітан-командор) й 4-го ступеня — не нижче сьомого класу (надвірний радник, підполковник, капітан другого рангу).
1787 року 4-ий ступінь почали надавати і за 35-річну бездоганну службу. В таких випадках на лівому та правому кінцях лицьової частини хреста додавався напис золотом «35 років».
Пізніше, 7 грудня 1789 року, Катерина II особливим указом визначила як додаткову видиму відзнаку для знаку 4-го ступеня, який отримується за військові подвиги, бант з орденської стрічки.
Першим кавалером ордена Святого Володимира 4-го ступеня з бантом став капітан-лейтенант Дмитро Сенявін, який згодом став відомим флотоводцем. Орденом 3-го ступеня за битву під Фідонісі був нагороджений видатний флотоводець Федір Ушаков. Особливо цінувались ордени Володимира 4-го ступеня з бантом як бойові офіцерські нагороди, що стояли тільки на ступінь нижче ордена Святого Георгія 4-го ступеня.

### Новий статут
За новим статутом, затвердженим 3 серпня 1845 року, встановлювались спеціальні орденські знаки 4-го ступеня, які видавались за вислугу років: для класних чинів цивільного відомства, що прослужили 35 років — хрест із написом на лицьовому боці: «35 років» (на горизонтальних променях хреста), для чинів військово-сухопутного відомства, хто прослужив в офіцерських чинах 25 років — хрест із бантом та написом «25 років», для чинів морського відомства, які здійснили 18 морських кампаній і побували хоча б в одній битві — хрест із бантом та написом «18 кампаній», а які здійснили 20, але й не був у битві — хрест із бантом та написом «20 кампаній».
З 1855 року отримані за бойові подвиги ордени почали видаватись зі схрещеними мечами. Упродовж двох років після цього банти до орденів святого Володимира 4-го ступеня не надавались. З 1857 року офіцери за бойові заслуги почали отримувати знак до ордена з мечами й бантами на відміну від чиновників цивільних відомств, які перебували в театрі бойових дій, останні отримували знак тільки з мечами.
Під час нагородження більш високим ступенем ордена за цивільні заслуги мечі переносились на новий хрест, але перехрещувались у цьому випадку не в центрі хреста, а дещо вище. Видача нагород «з мечами над орденом» тривала до кінця 1870 року, коли було дозволено не знімати нагороди, видані за військові заслуги, під час нагородження більш високим ступенем ордена.
З 1845 року нагороджені тільки орденами Святого Володимира та Святого Георгія будь-яких ступенів отримували права спадкового дворянства, натомість для інших орденів було необхідне нагородження вищим 1-м ступенем. Указом від 10 червня 1900 року нагороджений орденом 4-го ступеня отримував права тільки особистого дворянства. Це було пов'язано з тими обставинами, що орден 4-го ступеня достатньо масово надавався за доброчинність та його мали можливість отримувати купці й промисловці.
У 1860-х роках деякі хрести вкривались за модою того часу чорною емаллю.
Розмір хрестів суворо не регламентувався, приблизні розміри: 2-й ступінь — 51×51 мм, 3-й ступінь — 47×47 мм, 4-й ступінь — 37×37 мм.

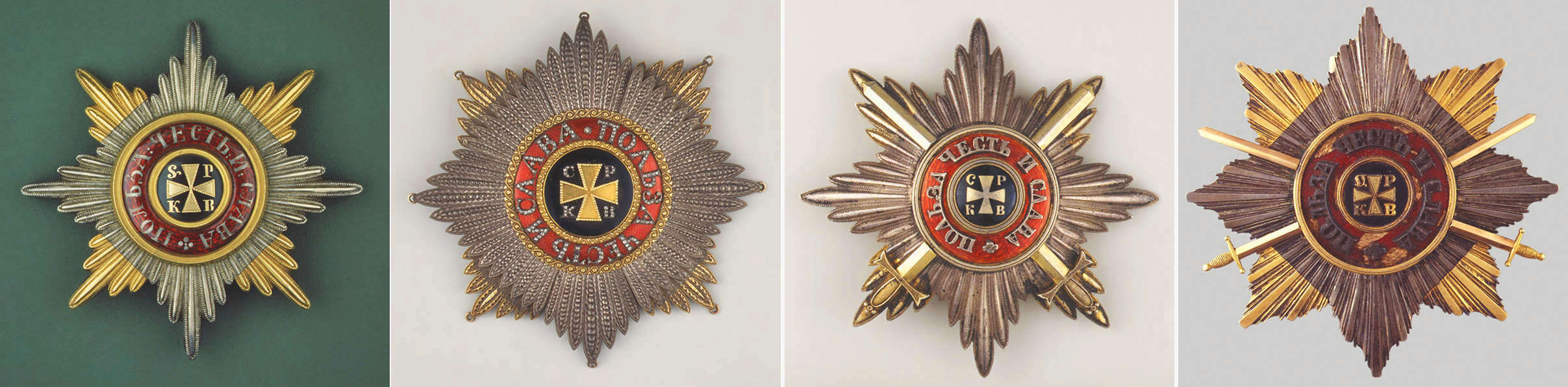
Варіанти виконання зірок до ордена Святого Володимира. Друга зірка зліва — англійського виробництва

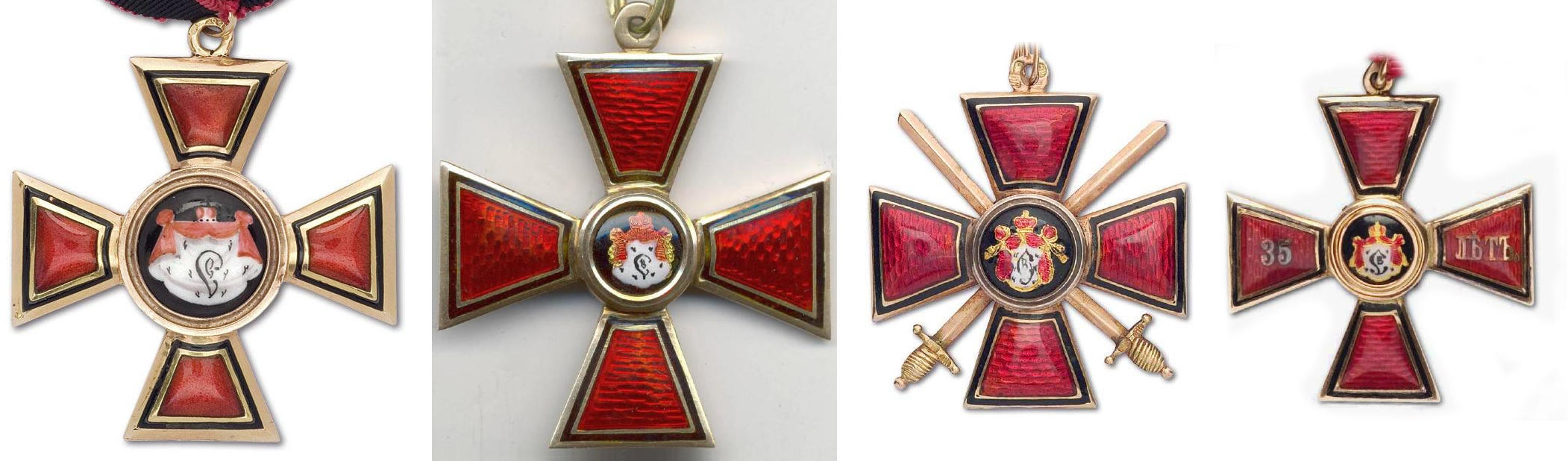
Ліворуч два знаки до ордена Святого Володимира 3-го ступеня, праворуч два знаки 4-го ступеня. Знаки до орденів 1-го та 2-го ступенів відрізняються тільки розмірами, були більшими

Капітульним храмом з 1782 до 1845 року був Софійський собор у Царському Селі, а потім — Князь-Володимирський собор у Петербурзі.

## Ступені, правила носіння

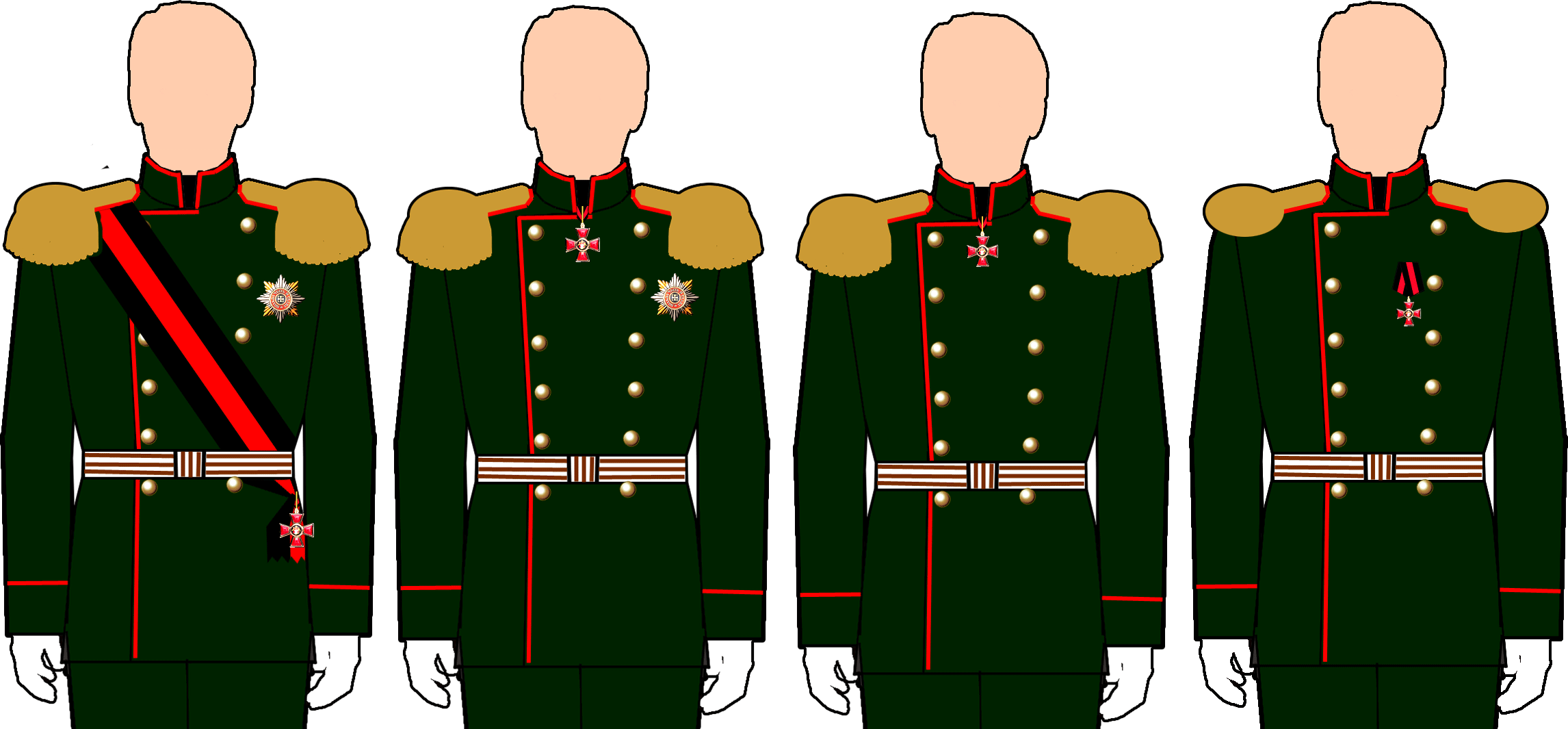
Правила носіння ордена (зліва направо від I до IV ступеня)

Орден мав чотири ступені:
1-й ступінь: зірка на лівому боці грудей та великий хрест на стрічці через праве плече; 600 карбованців щорічної пенсії.
2-й ступінь: зірка на лівому боці грудей та великий хрест на шийній стрічці; 300 карбованців щорічної пенсії.
3-й ступінь: хрест на шийній стрічці; 150 карбованців щорічної пенсії.
4-й ступінь: хрест у петлиці чи на колодці; 100 карбованців щорічної пенсії.

### Статті
- Серков, С. Р. Орден Святого равноапостольного князя Владимира // Военно-исторический журнал. 1990, № 3, С. 93-95.

### Довідники
- Владимира святого орден // Энциклопедический словарь Брокгауза и Ефрона. Санкт-Петербург, 1892, Т. 6, С. 628.